# 紅白帽

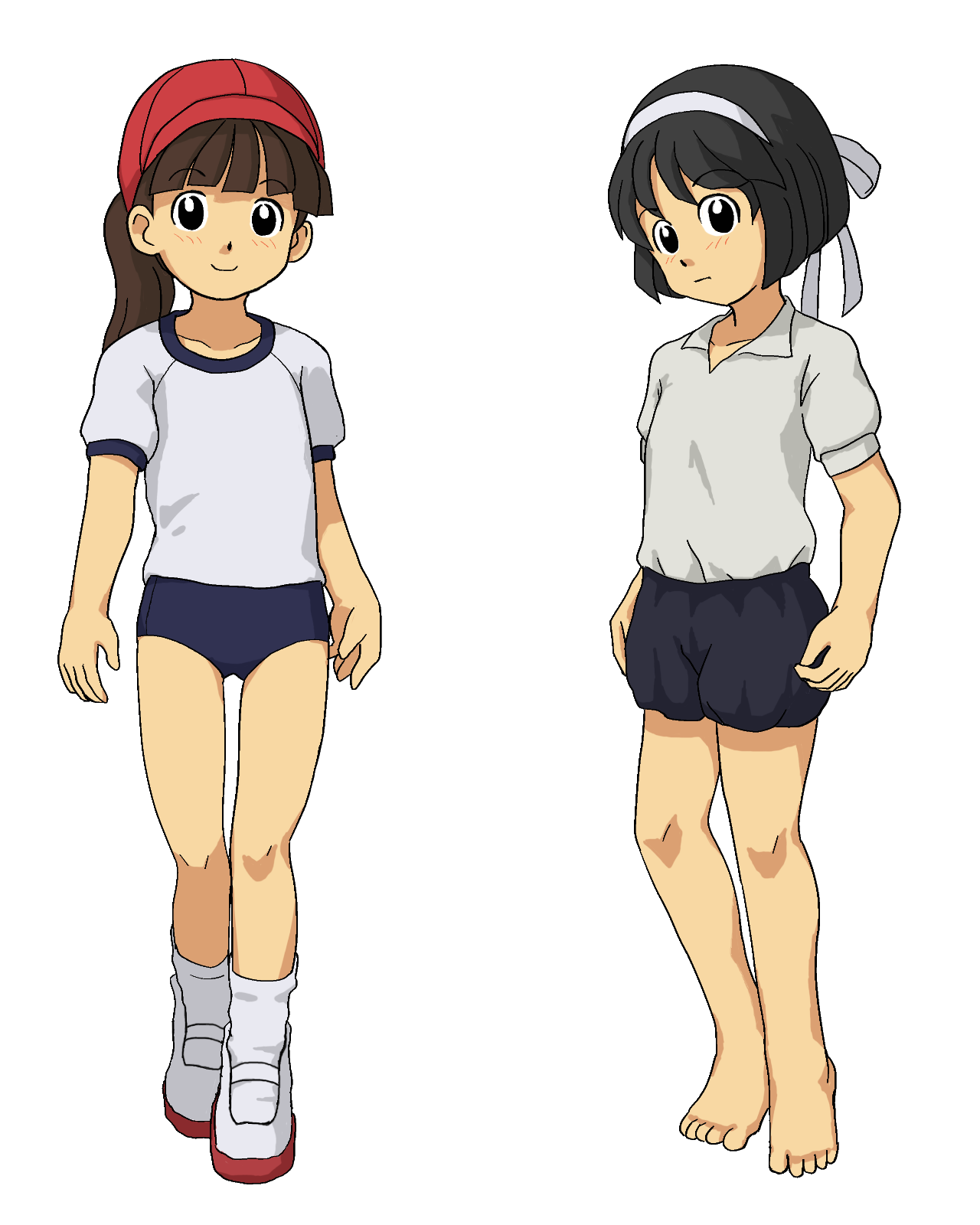
日本の小学校でかつて使用された体操着。左は90年代まで一般的だったショーツ型ブルマー体操着に紅白帽着用。右は60年代以前に一般的だったスタイル

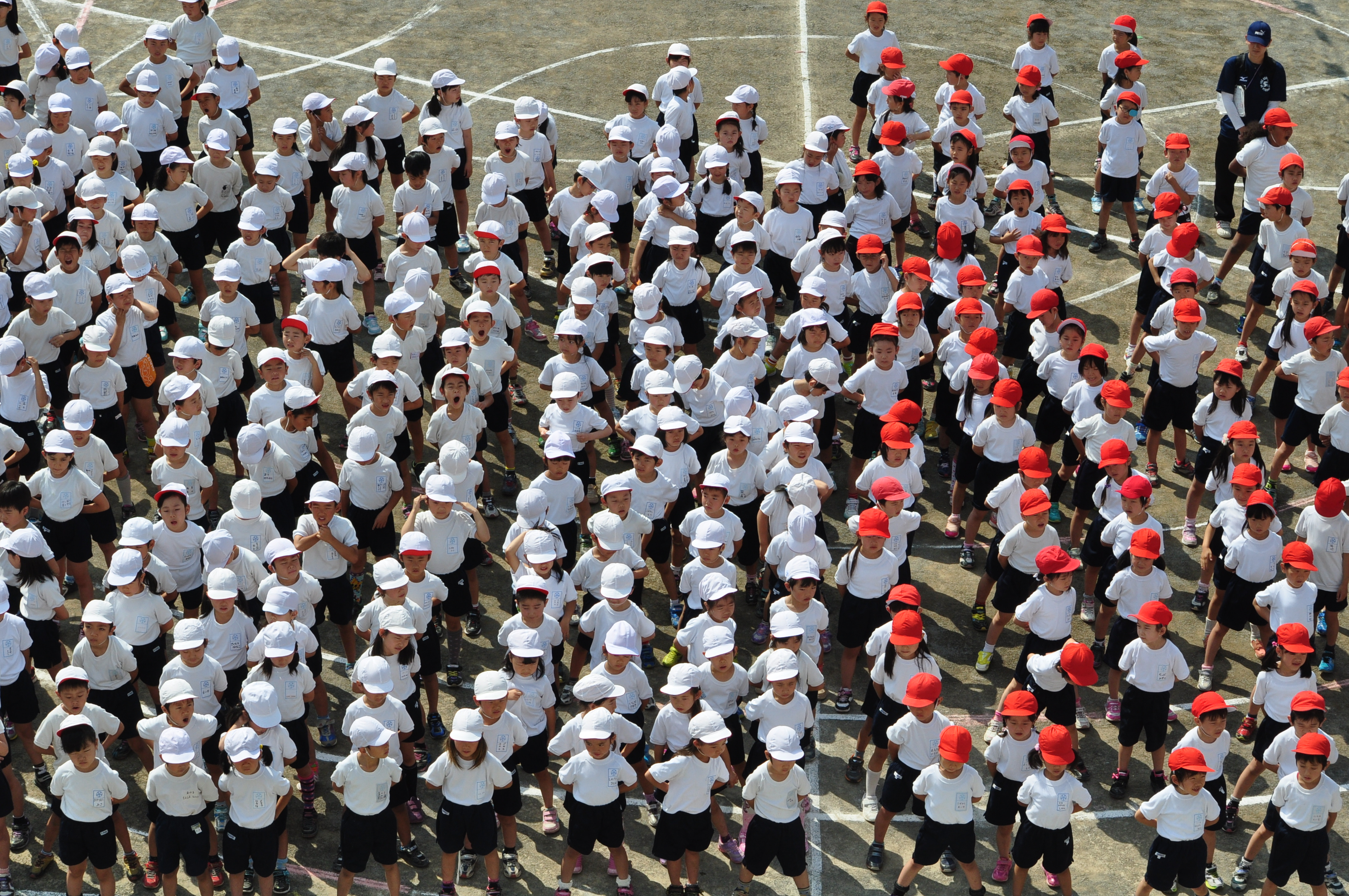
紅白帽を被って校庭に集合した児童

紅白帽（こうはくぼう）は、おもに日本の小学校児童の体操着の一部として使用される帽子（体操帽子）。表面と裏面が赤と白の2色で分けられており、赤白帽（あかしろぼう）とも呼ばれる。

## 特徴
紅白帽は日本で体育の授業や運動会のときに用いられる表と裏を紅白にした帽子である。日本では運動会などの組分けに紅白の二色を用いることがあるが、これは平家と源氏がそれぞれに赤旗（紅旗）と白旗を旗印として闘ったことに由来するという説がある（源平の紅白については「白旗#源氏の白旗」も参照のこと）。なお、紅白の色の違いを組分けに用いるのは日本では一般的だが、中国では組分けに方位（東西南北）を用いることが多いなど組の分け方そのものに文化的な違いがある。
NHK放送文化研究所の2006年12月から2007年のアンケート調査では、紅白帽の名称について、紅白帽（こうはくぼう）と呼んでいたという人が29%、赤白帽（あかしろぼう）と呼んでいた人が60%で、赤白帽のほうが多い結果となった。ただし、地域差が大きく、東日本（特に北海道や東北）では紅白帽と呼ぶ地域が多い結果となった。また、体育帽と呼んでいる地域もある。なお、赤以外の色組を設定する場合や、安全管理上特定の子の視認性を高める目的に使用するために青や黄など帽子の配色が紅白でないものもある。流通上は「カラー帽子」とされることが多いが、教育現場では複数色のカラー帽子が混在することもあるため、便宜的に「青白帽」「黄白帽」等と呼称されることも多い。

## 構造
生地の表面を赤色、裏面を白色とする2色分けの帽子であり、表と裏を使い分けられる機能（リバーシブル機能）を持っている。この機能が、体育の授業や運動会などで1グループを2手に分けて「赤組 - 白組」といった対抗型の競技構造を作るのに用いられる。ほかにも、運動会での組体操やダンスなどの協調性をテーマとしたいわゆるマスゲームの場合には、赤と白を交互に配するなど色彩的演出の小道具としても使われる。
赤い生地と白い生地は帽子の縁でしか縫い合わされていないことが多く、手で引っ張ると簡単に表裏が分離して球状に近い形状にできる帽子も多い。これを利用して、下の写真のようにつばの部分を上にした状態で被る遊びに使われることもある。
紅白帽は、その登場以前から使われていた紅白の鉢巻の発展型との位置づけができる。紅白帽は帽子本来の機能や視認性の高さのほかにも、別々の2本を用意しなくてはならない場合があり、紛失の可能性の高い鉢巻に比べて、それらの点でも優れている。
男子用と女子用とがあり、女子用は髪の毛の量を考慮して帽子の深さが深くなっている。
小学生用を主として、ほかに幼稚園児用と大人用があり、大人用は「中学生以上、大人兼用」の規格である。また、鍔（つば）が付いているものが一般的であるが、鍔がない頭巾型のものも存在する。加えて、後部に日差し避けとなる帽垂れ布が付いている型もある。鍔つきと帽垂れつきはゴム製の顎紐（あごひも）によって、頭巾型はそれ自体のゴム紐の締まりで頭部に固定する。

素材には綿、ポリエステル、および両方の混紡素材が用いられる。

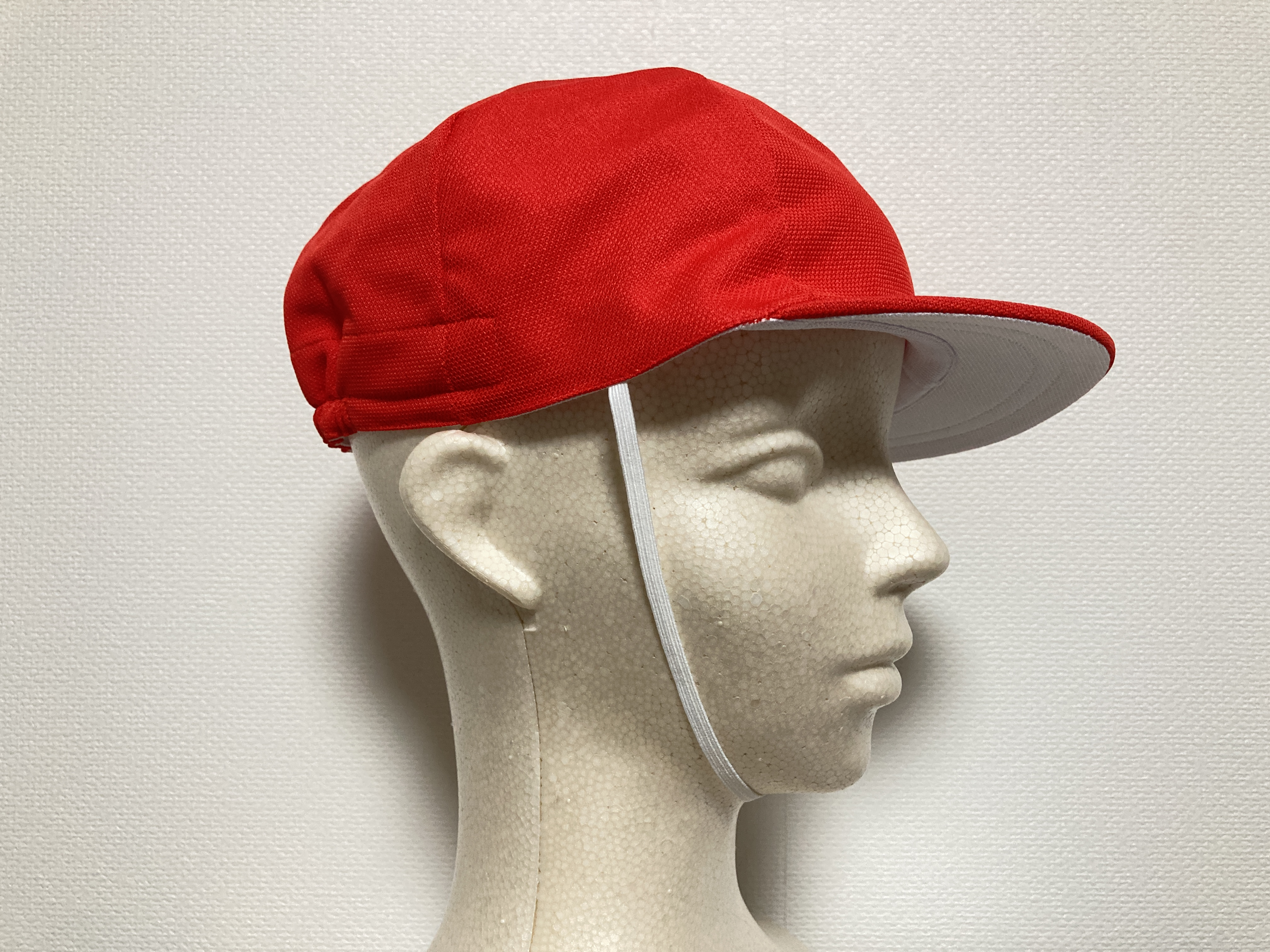
紅白帽（赤）
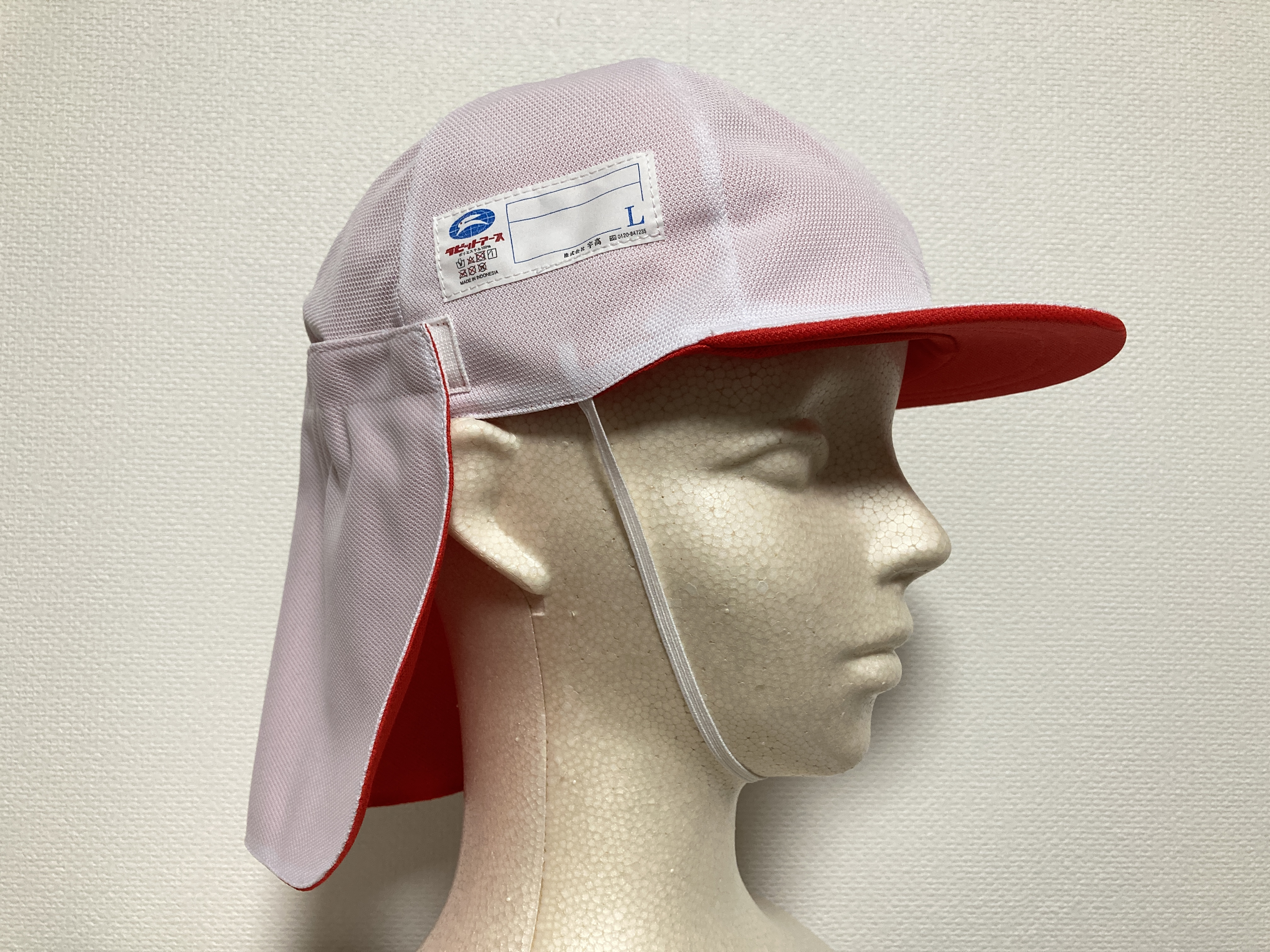
紅白帽（白　垂れ付き）
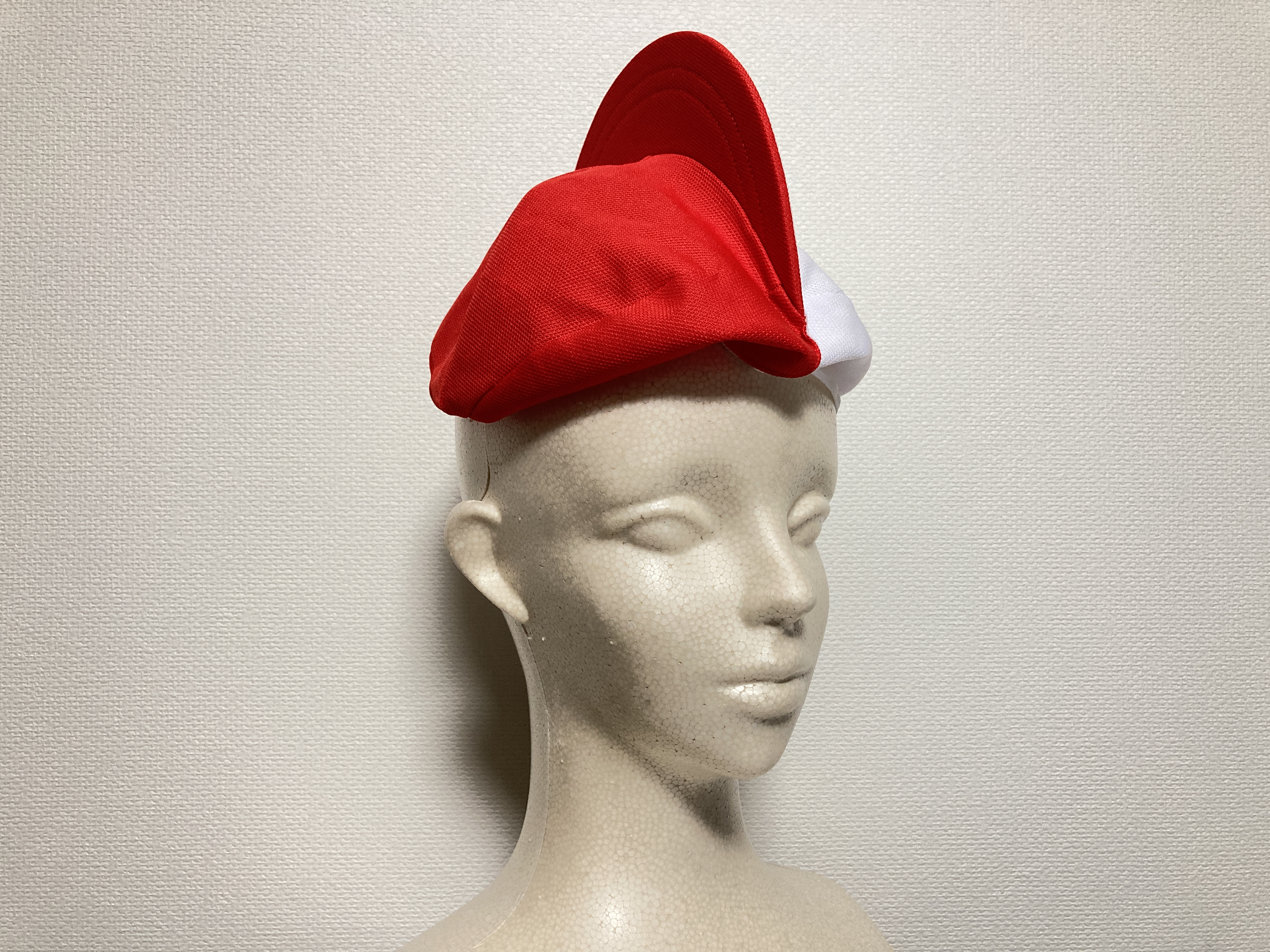
紅白帽（ウルトラマンごっこ）

## 歴史

### 発案者
紅白帽は、昭和の中期・後期に活躍した喜劇俳優にして落語家で発明家でもあった柳家金語楼が発案し、実用新案として登録したのが始まりで、当初から全国に広く普及し、今日の日本においてもほとんどすべての小学校で採用されている。また、幼稚園での採用も多い。

### 熱中症対策

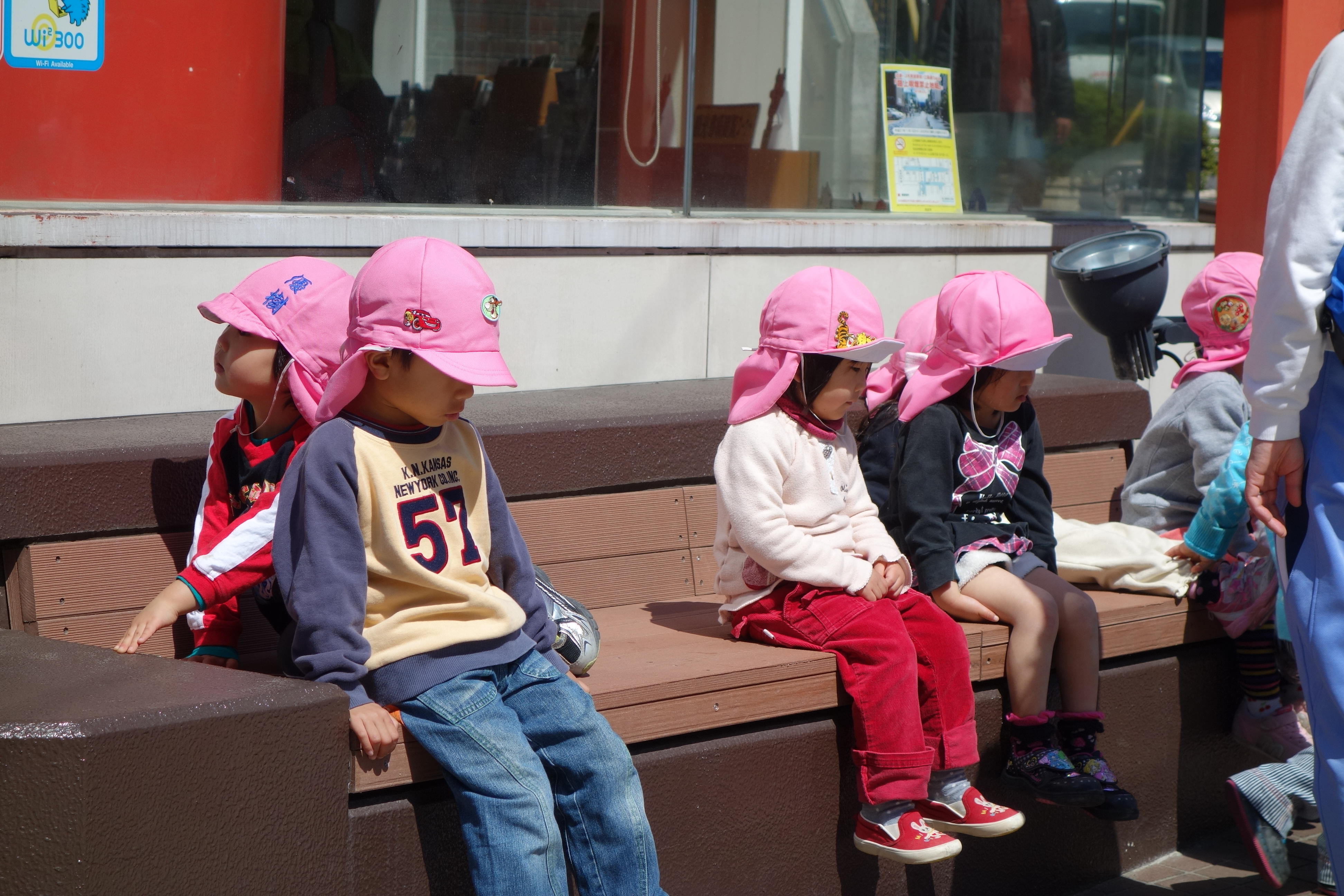
日よけ布付の紅白帽（カラー帽子）を着用する奈良県の園児たち。（2013年）

地球温暖化などの要因で夏期に熱中症の患者が急増するようになった2000年代後半以降、紅白帽を採用する小学校や幼稚園の多くで、熱中症を予防する為に紅白帽の後頭部に日よけの布（タレとも呼ばれる）を取り付けたものを着用させる例が増えてきている。日よけの布は紅白帽に縫い付けられた固定式と、任意に着脱が可能なタイプが存在しており、元々日よけ布が無い紅白帽を用いていた学年や施設の場合は、保護者の任意で日よけ布の後付けを許可している例も見られた。
このような機能性を持つ帽子自体は、旧日本軍が第二次世界大戦中に酷暑の南方戦線を中心に用いていた略帽（戦闘帽）の着脱式の帽垂布や、戦後のフランス陸軍が旧日本軍の略帽の機能性を参考に開発した固定式垂布付のキャスケット・ビジャール（リザードキャップ）などの軍帽に先例が存在するが、紅白帽の日よけ布が具体的に何を直接の参考として開発されたものかは不明である。
日よけ布付紅白帽が一定以上の普及を見せた2010年代中盤以降は、成人向けの作業帽にも着脱式の垂布を後付けする為の用品（ネック・サンシェード）や固定式垂布を最初から取り付けてあるものが作業服店を中心に販売され始め、成人女性向けの日よけ帽にも大型の固定式垂布が取り付けられたものが普及するなど、帽垂布が本来有していた旧日本軍の軍帽としてのイメージは次第に希薄になってきている。